# 立ち聞きしている主婦
 
『立ち聞きしている主婦』（たちぎきしているしゅふ、英: The Listening Housewife）、または『2人の男と1人の女の話を立ち聞きしている、階段の女』（ふたりのおとことひとりのおんなのはなしをたちぎきしている、かいだんのおんな、蘭: Een vrouw op een trap die twee mannen en een vrouw afluistert、英: A woman on a Staircase Eavesdropping Two Men and a Woman）は、オランダ黄金時代の画家ニコラース・マースが1655年に板上に油彩で制作した絵画である。作品は17世紀の終わりにはフランスにあったが、ジョージ4世が即位する前のプリンス・オブ・ウェールズ時代の1811年に購入され、現在、英国のロイヤル・コレクションに所蔵されている。

## 作品
絵画は立ち聞きしている女性を表しており、1650年代にマースが数回取り上げた室内に設定された主題である。この主題は、同時代の恋愛詩においても人気のあるものであった。
構図の中で鑑賞者の目を引くのは、左の階段下にいる3人の人物たちである。キスをしているカップルとランタンを持っている年老いた男がいる。絵画は、本質的に家事に関して言及しているものである。階段の下に放り出されている箒は、主婦の気が散漫になっているために家事がなおざりになっていることを示している。女性のいたずらっぽい笑みは、彼女自身、恋人たちを批判しているのではなく、鑑賞者にも楽しむよう誘っているのである。彼女は唇に人差し指をあてているが、このポーズは、古代の沈黙の神であるヒポクラテス由来の「静粛」を表しているだけでなく、ルネサンス期以降のキューピッドやサテュロスの姿にも見られるものである。壁上の絵画はオランダを表しているが世俗さを示唆しており、椅子の上で寝ている猫は「放蕩さ」の象徴である。

本作は、1914年に研究者のホフステーデ・デ・フロートにより以下のように記されている。 
123番。貯蔵庫にいる2人の男と1人の少女、立ち聞きをしている若い女性。ジョン・スミス (美術史家) 
7番。女性が中央の螺旋階段を下りてくる。彼女は右手でロープに掴まって、左手の人差し指を唇にあてている。彼女は、左手下の貯蔵庫の中にいる少女と2人の男性の話を聞きながら、ずるがしこい笑みを浮かべている。男性の1人はランタンの明かりの横にいる少女を撫でている。右側の階段の側には、猫が乗っている椅子がある。右側の壁には地図がある。階段の一番下の段には、完全な署名があり、ジョン・スミスとワーゲン が誤って述べているように1665年ではなく1655年の署名がある。板絵、縦29インチ、横23インチ。ロンドン、バッキンガム宮殿、ロイヤル・コレクション、 1885年の目録、45番。